# Микки Руни
Ми́кки Ру́ни (англ. Mickey Rooney), настоящее имя Нинниан Джозеф Юл-младший (англ. Ninnian Joseph Yule, Jr.; 23 сентября 1920 — 6 апреля 2014) — американский актёр, который до Второй мировой войны успешно разрабатывал типаж бойкого, находчивого подростка. Четырежды был номинирован на «Оскар» (1940, 1944, 1957 и 1980) и дважды (в 1939 и 1983 годах) получил его за особый вклад в развитие кино. Внесён в книгу рекордов Гиннесса как рекордсмен по продолжительности актёрской карьеры.

## Ранние годы
Родился в семье актёров водевилей Джо Юли (настоящее имя Нинниан Джозеф Юл-старший, 30 апреля 1894 — 30 марта 1950) и Нелли Картер. Отец был шотландцем из Глазго, мать была из Канзас-Сити. На момент его рождения родители были заняты в водевильской постановке «A Gaiety Girl». Поскольку Джозеф всегда находился рядом с родителями, то, когда ему было 14 месяцев, он незаметно вылез на сцену. Заметив сына Джо подхватил его на руки и представил аудитории, как Санни Юла. Сам же Джозеф, как много позже вспоминал, почувствовал себя на сцене уютно, «как в утробе матери», и начиная с возраста 17 месяцев он стал выступать вместе с родителями (для этого сшили даже по заказу специальный смокинг). В 1924 году родители развелись и Нелли вместе с сыном переехала в Канзас к его тётке. Там, просматривая газету, мать нашла объявление продюсера Хэла Роача, который отбирал детей для съёмок в серии короткометражек «Пострелята».
До 1932 года, когда он взял себе новую фамилию Руни, успел сыграть в полусотне малобюджетных комедий под сценическим именем Микки Макгуайр. В 1935 году сыграл Пэка в снятой великим Максом Рейнхардтом экранизации «Сна в летнюю ночь». Эта его работа стала эталоном для актёров-подростков последующих поколений.

## Карьера
В конце 1930-х годов Руни стал одним из королей кассовых сборов, перемежая съёмки в мюзиклах Джуди Гарленд с исполнением роли деревенского паренька Энди Харди в дюжине сентиментальных комедий из жизни провинциальной Америки. Сразу по достижении совершеннолетия Руни сочетался браком с Авой Гарднер (в общей сложности состоял в браке восемь раз). Тогда же ему был вручён специальный «Оскар» за «привнесение на киноэкран духа юности и, в качестве исполнителя ролей подростков, установление высокой планки» для других актёров.
Во время Второй мировой войны был призван на фронт, и по окончании войны не смог вернуть былого успеха, так как на роли подростков больше не подходил по возрасту. Его последним кассовым триумфом стал фильм «Национальный бархат» (1944) с Элизабет Тейлор. Попытка создать собственную студию привела Руни к банкротству. Ради уплаты долгов он соглашался на любые роли, снимался на телевидении, с 1979 г. выступал на Бродвее. Именно телевизионные работы принесли ему прайм-таймовую премию «Эмми» и «Золотой глобус».
В 1980-е годы стареющий актёр пережил обращение в христианство, о котором поведал публике в автобиографии 1991 года.
Среди наиболее заметных фильмов послевоенного времени с его участием — кинокомедии «Завтрак у Тиффани» (1961), «Этот безумный, безумный, безумный, безумный мир» (1963), «Бэйб: Поросенок в городе» (1998) и «Ночь в музее» (2006).
Микки Руни умер в окружении своей семьи в своем доме в Северном Голливуде, Лос-Анджелес, штат Калифорния, 6 апреля 2014 года в возрасте 93 лет.

## Личная жизнь
Руни был женат 8 раз. Первый раз женился на будущей звезде Аве Гарднер в 1942 году, но уже через год они развелись. С 1949 года по 1951 был женат на Марте Викерс. Его четвёртая жена и мать его четверых детей Кэролин Митчелл была убита другом семьи. Последний раз женился на Джен Чемберлин в 1975 году, они оставались в браке до его смерти. Всего у него было 9 детей, включая приёмного сына от предпоследнего брака.

## Избранная фильмография
| Год  |    | Русское название                                | Оригинальное название               | Роль              |
| ---- | -- | ----------------------------------------------- | ----------------------------------- | ----------------- |
| 1934 | ф  | Манхэттенская мелодрама                         | Manhattan Melodrama                 | Блэйки в детстве  |
| 1935 | ф  | Сон в летнюю ночь                               | A Midsummer Night's Dream           | Пак               |
| 1937 | ф  | Отважные капитаны                               | Captains Courageous                 | Дэн Труп          |
| 1938 | ф  | Город мальчиков                                 | Boys Town                           | Уайти Марш        |
| 1939 | ф  | Приключения Гекльберри Финна                    | The Adventures of Huckleberry Finn  | Гекльберри Финн   |
| 1939 | ф  | Дети в доспехах                                 | Babes in Arms                       | Микки Моран       |
| 1940 | ф  | Играйте, музыканты                              | Strike Up the Band                  | Джимми Коннорс    |
| 1943 | ф  | Человеческая комедия                            | The Human Comedy)                   | Гомер Маколи      |
| 1944 | ф  | Национальный бархат                             | National Velvet                     | Ми Тэйлор         |
| 1950 | ф  | Зыбучий песок                                   | Quicksand                           | Дэн Брэйди        |
| 1951 | ф  | Стрип                                           | The Strip                           | Стэнли Мэкстон    |
| 1954 | ф  | Поездка по кривой дороге                        | Drive a Crooked Road                | Эдди Шеннон       |
| 1961 | ф  | Завтрак у Тиффани                               | Breakfast at Tiffany's              | Мистер Юниоши     |
| 1963 | ф  | Этот безумный, безумный, безумный, безумный мир | It's a Mad Mad Mad Mad World        | Динг Белл         |
| 1964 | ф  | Тайное вторжение                                | The Secret Invasion                 | Теренс Скэнлон    |
| 1977 | ф  | Принцип домино                                  | The Domino Principle                | Спивента          |
| 1979 | ф  | Чёрный скакун                                   | The Black Stallion                  | Генри Дейли       |
| 1979 | ф  | Арабские приключения                            | Arabian Adventure                   | Даад Эль Шур      |
| 1981 | мф | Лис и пёс                                       | The Fox and the Hound               | Тод (голос)       |
| 1989 | ф  | Эрик-викинг                                     | Erik the Viking                     | дед Эрика         |
| 1991 | ф  | Мои герои всегда были ковбоями                  | My Heroes Have Always Been Cowboys  | Джунион           |
| 1994 | ф  | Месть Красного Барона                           | Revenge Of The Red Baron            |                   |
| 1998 | ф  | Бэйб: Поросёнок в городе                        | Babe: Pig in the City               | Фагли Флум, клоун |
| 1998 | мф | Снежная королева                                | дубляж советского мультфильма в США | Оле-Лукойе        |
| 2006 | ф  | Ночь в музее                                    | Night at the Museum                 | Гас               |
| 2011 | ф  | Маппеты                                         | The Muppets                         | житель Смолтауна  |
| 2011 | ф  | Голоса оттуда                                   | The Voices from Beyond              | Джонни O'Хара     |
| 2012 | ф  | Лес                                             | The Woods                           | Лестер            |
| 2014 | ф  | Ночь в музее 3                                  | Night at the Museum 3               | Гас               |